# 磐田市立総合病院
磐田市立総合病院（いわたしりつそうごうびょういん、英語: Iwata City Hospital）は静岡県磐田市の医療機関。磐田市病院事業の設置等に関する条例（平成17年4月1日条例第227号）により磐田市が運営する市立病院。

## 診療科
- 内科
  - 内科
  - 糖尿病・内分泌内科
  - 腎臓内科
  - 血液内科
  - 呼吸器内科
  - 消化器内科
  - 循環器内科
  - 神経内科
- リウマチ科
- 精神科
- 小児科
- 外科
- 消化器外科
- 血管外科
- 呼吸器外科
- 整形外科
- 形成外科
- 脳神経外科
- 産婦人科
- 眼科
- 耳鼻咽喉科
- 泌尿器科
- 皮膚科
- 放射線診断科
- 放射線治療科
- 麻酔科
- 歯科口腔外科
- 病理診断科
- 救急科
- 緩和医療科

## 医療機関の指定等
- 保険医療機関
- 臨床研修指定病院
- 救急告示病院
- 原子爆弾被爆者一般病院医療取扱病院
- 結核指定医療機関
- 更生医療指定病院
- 身体障害者福祉法指定医療養取扱機関
- 労災保険指定病院
- 母体保護指定医
- 短期人間ドック指定病院
- 第二種感染症指定医療機関
- 地域がん診療連携拠点病院
- 救命救急センター
- 地域周産期母子医療センター

## アクセス
最寄り停留所は、「磐田市立病院」。運行事業者は遠州鉄道（遠鉄バス）。
| 路線名             | 系統番号 | 経由地                                                           | 行先       | 備考                             |
| ------------------ | -------- | ---------------------------------------------------------------- | ---------- | -------------------------------- |
| 磐田市立病院福田線 | 31       | 二階家・美登里町・加茂川・磐田市役所                             | 磐田駅     |                                  |
| 磐田市立病院福田線 | 10       | 二階家・美登里町・加茂川・磐田市役所・磐田駅・上大之郷・福田車庫 | 豊浜郵便局 | 静岡産業大学を経由する便が設定。 |

- JR東海道本線「磐田駅」からタクシーで約20分。
- 東名高速道路「磐田IC」から車で約7分、遠州豊田スマートICから車で約10分。
- 磐田バイパス「見付IC」から車で約10分。
- 磐田市デマンド型乗合タクシー「お助け号」各路線

## 不祥事
2014年（平成26年）12月24日0時頃同県在住のブラジル人の女児が体調不良を訴えて救急車で搬送された。検査の結果、治療・入院の必要はないと判断され当直医に帰宅を促されるも、父親は医師に詰め寄り2時間以上にわたる押し問答となった挙げ句、医師が「クソ、死ね」などと暴言を吐いた。そのやりとりを2015年（平成27年）1月22日に家族側がFacebookに動画を投稿したところ、次々に転載された。病院側は1月28日に内容を認め家族側に謝罪し、当該医師に対して厳重注意処分を行った。